# نبرد بافئوس
نبرد بافئوس نخستین افتخار امپراتوری عثمانی بود که توسط سلطان عثمان یکم آغاز گردید، این نبرد پس از این سرلوحه کار سلاطین پس از عثمان است.این نبرد همچنین نخستین نبرد سلطان عثمانی با خود امپراتور بیزانس بود نه یک تکفور محلی.

## چگونگی نبرد
علت اصلی این نبرد پیروزی‌های پی درپی عثمان یکم بود. ازاین رو امپراتور بیزانس آندرونیکوس دوم با لشکریان خود که شامل بیزانسی‌ها و آلان‌ها بود، اما سپاهیان آلان از پیشروی کردن دست کشیدند و به خانه‌های خود بازگشتند و فقط ۲۰۰۰ بیزانسی باقی ماند که راهی مرزهای عثمانی شدند تا نواحی اطراف ایزنیک را بازستاند. اما آنان در این نبرد موفق نبودند و توسط ارتش عثمانی شکست سختی خورده که باعث سهولت پیشروی‌های بعدی عثمانی شد.